# Monumento naval de Gibraltar
El Monumento naval de Gibraltar o bien el Monumento conmemorativo de Guerra estadounidense (en inglés: Naval Monument at Gibraltar; American War Memorial) Se encuentra a lo largo de la línea del camino del muro en el territorio de ultramar británico de Gibraltar. El monumento de la Primera Guerra Mundial fue construido para la Comisión estadounidense de Monumentos de batalla en 1933, e incorporada a la pared principal de la ciudad, el muro Line Wall Curtain. Conmemora la alianza exitosa de los Estados Unidos y el Reino Unido en sus "hazañas navales" en las cercanías de Gibraltar durante la "Gran Guerra". El monumento fue inaugurado en 1937. Sesenta y un años más tarde, en noviembre de 1998, el monumento fue el escenario de otra ceremonia de inauguración, la de una placa de bronce que conmemora la Segunda Guerra Mundial, la invasión aliada del norte de África, la llamada Operación Torch. Esa ceremonia de inauguración fue una de una serie de eventos de ese fin de semana cuyos huéspedes incluyeron dignatarios del Reino Unido y los Estados Unidos.